# مانويل كاباي
مانويل كاباي (بالإيطالية: Manuel Cappai) (مواليد 9 أكتوبر 1992) هو ملاكم إيطالي، مثّل بلاده في الألعاب الأولمبية الصيفية في دورتي 2012 و2016.

## روابط خارجية
مانويل كاباي على موقع اللجنة الأولمبية الدولية (الإنجليزية)
- مانويل كاباي على موقع أوليمبيديا (الإنجليزية)